# Всероссийский НИИ документоведения и архивного дела
Всероссийский научно-исследовательский институт документоведения и архивного дела (ВНИИДАД) — советское и российское учреждение архивного дела.

## История
Всесоюзный научно-исследовательский институт документоведения и архивного дела был создан по распоряжению Совета Министров СССР 2 марта 1966 года и находился в системе Главного архивного управления при Совете Министров СССР. С 1991 года в структуру Федерального архивного агентства.
Институт создавался в целях осуществления научно-исследовательской работы в сфере документоведения и архивного дела и разработки нормативно-методических документов по организации архивного дела и делопроизводства во всех учреждениях Советского Союза.

## Руководители
- 1966—1970 — кандидат исторических наук А. С. Малитиков.
- 1970—1973 — кандидат исторических наук Д. Д. Голованов.
- 1973—1985 — кандидат философских наук А. П. Курантов.
- 1985—1993 — доктор исторических наук А. И. Чугунов.
- 1993—2016 — доктор исторических наук М. В. Ларин.
- 2017—2020 — доктор юридических наук Н. Н. Куняев.
- С 2020 года — кандидат исторических наук П. А. Кюнг.

## Направления деятельности
Приоритетными направлениями деятельности ВНИИДАД являются архивоведение, архивное дело, документоведение и документационное обеспечение управления.

### Научно-исследовательская работа в области архивоведения
- экспертизы ценности документов;
- комплектования архивов;
- создания и развития системы научно-справочного аппарата и её теоретико-методической базы;
- классификации архивной информации;
- обеспечения сохранности и учёта архивных документов;
- автоматизации архивных технологий;
- экономики архивного дела и др.

### Научно-исследовательская работа в области документоведения
- мониторинг объёмов документооборота в федеральных органах власти и сбор соответствующей статистики;
- разработку правил, стандартов, инструкций, других нормативно-методических документов в сфере делопроизводства, а также систем электронного документооборота;
- теоретические исследования в сфере документоведения и документационного обеспечения управления, связанные с изучением информационной сущности документа, его свойств и функций, процессов документообразования, а также формирования систем документации;
- исследования по истории делопроизводства и терминологии документоведения и документационного обеспечения управления;
- обобщение практического опыта разработки и внедрения технологий работы с документами, в том числе электронными, и систем 
электронного документооборота (корпоративных информационных систем);
- разработку организационных основ построения систем управления документами.

Всего за 50 лет работы в институте осуществлено более 1500 научных исследований, результаты которых внедрены в практику документационного обеспечения управления и архивного дела. Практически все нормативно-методические документы, действующие в сфере документационного обеспечения управления и архивного дела Российской Федерации, являются результатом научной работы ученых ВНИИДАД.

### Стандартизация
ВНИИДАД является базовой организацией по разработке национальных стандартов в области управления документацией и архивного дела, участвуя в деятельности Технического комитета по стандартизации «Научно-техническая информация, библиотечное и издательское дело». Объектами стандартизации подкомитета являются следующие области деятельности:
- управление документами;
- автоматизация систем документационного обеспечения;
- управление архивным делом;
- гармонизация международных стандартов с отечественной практикой работы в сфере управления документацией.

Помимо ведущей роли по стандартизации в сфере ДОУ и архивного дела в национальном масштабе, ВНИИДАД участвует в международном сотрудничестве Российской Федерации с Международной организацией по стандартизации, ИСО (International Organization for Standardization, ISO), являющейся одной из самых крупных и значимых организаций, занимающейся разработкой и изданием международных стандартов.

### Научно-информационная и издательская деятельность
Для информационного обслуживания архивных учреждений, организаций и физических лиц нормативными и научно-методическими разработками по архивоведению и документоведению во ВНИИДАД в 1967 году был образован Отдел научно-технической информации (ОНТИ), который в 1980 году был преобразован в Отраслевой центр научно-технической информации (ОЦНТИ), функционирующий до настоящего времени. ОЦНТИ ВНИИДАД осуществляет:
- разработку Отраслевого рубрикатора научно-технической информации по документоведению и архивному делу;
- комплектование Справочно-информационного фонда ВНИИДАД;
- формирование информационных систем и баз данных;
- составление тематических библиографических указателей и перечней новых поступлений в СИФ;
- перевод зарубежной научно-технической информации по архивоведению и документоведению;
- издание и распространение разработок и справочно-информационных материалов института.

За 1994−2015 годы ОЦНТИ ВНИИДАД издал 88 наименований методической литературы общим тиражом 195 125 экземпляров.

### Документоведческие конференции
| Порядковый номер конференции | Даты проведения    | Название | Всего статей | Число сотрудников, опубликовавших статью в сборнике |
| ---------------------------- | ------------------ | --- | ------------ | --------------------------------------------------- |
| б/н                          | 27–28 октября 1994 | Документ в административных структурах | 25           | 6                                                   |
| нет сведений                 |                    | |              |                                                     |
| V                            | 16–17 декабря 1998 | Современная организация делопроизводства и архива |              | 5                                                   |
| VI                           | 25–24 ноября 1999  | Документация в информационном обществе: электронное делопроизводство и электронный архив                                                                        | 37           | 7                                                   |
| VII                          | 7–8 декабря 2000   | Документация в информационном обществе: роль и значение документа в управленческом процессе                                                                     | 25           | 3                                                   |
| VIII                         | 21–22 ноября 2001  | Документация в информационном обществе: проблемы государственного регулирования документационного обеспечения управления при переходе на электронные технологии | 61           | 13                                                  |
| IX                           | 5–6 декабря 2002   | Документация в информационном обществе: унификация и стандартизация межведомственного и корпоративного документооборота                                         | 50           | 7                                                   |
| X                            | 25–26 ноября 2003  | Документация в информационном обществе: парадигмы XXI века | 66           | 13                                                  |
| XI                           | 23–25 ноября 2004  | Документация в информационном обществе: административная реформа и управление документацией                                                                     | 64           | 12                                                  |
| XII                          | 22–23 ноября 2005  | Документация в информационном обществе: законодательство и стандарты                                                                                            | 72           | 8                                                   |
| XIII                         | 22–23 ноября 2006  | Документация в информационном обществе: современные технологии документооборота                                                                                 | 58           | 6                                                   |
| XIV                          | 20–21 ноября 2007  | Документация в информационном обществе: управление документацией как сфера профессиональной деятельности                                                        | 55           | 4                                                   |
| XV                           | 21–22 октября 2008 | Документация в информационном обществе: корпоративный документооборот                                                                                           | 56           | 10                                                  |
| XVI                          | 26–27 ноября 2009  | Документация в информационном обществе: электронное правительство: управление документами                                                                       | 83           | 11                                                  |
| XVII                         | 25–26 ноября 2010  | Документация в информационном обществе: международный опыт управления документами                                                                               | 74           | 11                                                  |
| XVIII                        | 26–27 октября 2011 | Документация в информационном обществе: проблемы оптимизации документооборота                                                                                   | 61           | 11                                                  |
| XIX                          | 24–25 октября 2012 | Документация в информационном обществе: «облачные» технологии и электронный документооборот                                                                     | 67           | 5                                                   |
| XX                           | 20–21 ноября 2013  | Документация в информационном обществе: эффективное управление электронными документами                                                                         | 82           | 5                                                   |
| XXI                          | 18–19 ноября 2014  | Документация в информационном обществе: нормативно-методическое обеспечение управление документами                                                              | 59           | 7                                                   |
| XXII                         | 18–19 ноября 2015  | Документация в информационном обществе: проблемы стандартизации (сборник не опубликован)                                                                        | 43           | 6                                                   |

### Профессиональная переподготовка и повышение квалификации
Решением Коллегии Росархива 29 сентября 1999 года с целью переподготовки и повышения квалификации кадров в области документоведения и архивного дела в институте создан и работает Отраслевой центр повышения квалификации по архивному делу и документационному обеспечению управления (ОЦПК). С сентября 2003 года имеет статус базовой организации по переподготовке и повышению квалификации кадров по архивоведению, документоведению и документационному обеспечению управления государств-участников СНГ (на основании решения Совета глав правительств СНГ от 18 сентября 2003 года). За годы функционирования ОЦПК ВНИИДАД профессиональную переподготовку и различные формы обучения прошли более 13 000 человек